# Francisco Alejandro de Bocanegra y Xibaja
Francisco Alejandro de Bocanegra y Xibaja  (Santa Cruz de Marchena, 10 de mayo de 1709 - Santiago de Compostela, 16 de abril de 1782) fue Arzobispo de Santiago de Compostela.

## Biografía
Nació en Santa Cruz de Marchena (Almería) en 1709. Su padre, don Luis de Bocanegra Xibaja Salcedo era por entonces gobernador de la taha de Alboloduy y casó con doña Rosa María Díaz Salido y Granados. Su madre, cuando le llegó la hora del parto, marchó a su pueblo natal donde alumbró al futuro eclesiástico.
En 1733 ingresó en el prestigioso Colegio Mayor de Cuenca, de la Universidad de Salamanca. Continuó sus estudios en la Universidad de Granada y, finalmente, se doctoró en la Universidad de Ávila.
Nada más concluir sus estudios eclesiásticos y ordenarse sacerdote opositó a varias canonjías. Primero fue Canónigo Penitencial de la Catedral de Coria y, después, Canónigo Arcediano de la Catedral de Almería. Ya durante su período almeriense destacó como orador sagrado, distinguiéndose por la defensa de la fe frente a los ilustrados panteístas.
En 1757 fue consagrado Obispo, encargándose de la diócesis de Guadix. En 1772 fue promovido a la sede metropolitana de Santiago de Compostela. Muy amigo de los capuchinos, en especial del Beato Diego José de Cádiz, les confió numerosas misiones populares para velar por la religiosidad del pueblo. No dudó en continuar enfrentándose con vivas polémicas con los ilustrados, que abrían las puertas de la secularización y descristianización del país. 
Gran patriota, trató de apoyar a la Corona en sus empresas militares. Dicho apoyo regio le traería amargas consecuencias, pues propició el rechazo del Cabildo Compostelano y, finalmente, la ruina económica de la Archidiócesis.